# Jan Michálek (Prähistoriker)

Jan Michálek auf Feldprospektion im Bayerischen Wald (Mai 1994, Foto: Josef Lang)

Jan Michálek (* 31. Juli 1947 in Stříbro; † 27. Juni 2022 in Písek) war ein tschechischer Prähistoriker, spezialisiert auf Bodendenkmäler der Hallstatt- und Latènekultur in Südböhmen und Ostbayern.

## Leben und Wirken
Jan Michálek studierte 1967–1972 Vorgeschichte und Geschichte an der Philosophischen Fakultät der Karls-Universität in Prag. Mit einer Arbeit über die Hügelgräber der Hallstatt- und Laténezeit in Südböhmen wurde er zum PhDr. promoviert. Er trug durch Geländeprospektion und Fundbearbeitung (Typologie, Chronologie und kulturräumliche Einordnung) zum Wissensfortschritt über Siedlungskontinuität in Südböhmen und Ostbayern wesentlich bei. „Er zeichnete das gesamte Material für seine Veröffentlichungen selbst und es war eine Freude, ihm dabei zuzusehen, wie er die untersuchten Objekte vor Ort dokumentierte.“ (Petr Zavřel)
Er arbeitete als Archäologe an den Plzeňské expozitury Archeologického ústavu (Pilsener Außenstellen des Archäologischen Instituts), am Prácheňské muzeum (Prachiner Museum) in Písek, schließlich von 1977 bis 2007 am Muzeum středního Pootaví Strakonice (Regionalmuseum in Strakonitz). Nach 2007 war er freiberuflich für Museen und archäologische Institute tätig, unter anderem für das Jihočeské muzeum (Südböhmisches Museum) in České Budějovice, das Národní muzeum (Nationalmuseum) in Prag und den Archeologický ústav Akademie věd ČR (Institut für Archäologie der Akademie der Wissenschaften der Tschechischen Republik) in Prag. Er wirkte außerdem von 1982 bis 1991 und von 2005 bis 2010 als Dozent an der Südböhmischen Universität in Budweis (Jihočeská univerzita in Česke Budějovice).
Stipendien und Studienaufenthalte führten Jan Michálek nach Österreich, Jugoslawien, Italien und Deutschland, außerdem in die Schweiz. 1986 und 1991 erhielt er Stipendien des DAAD, 1991 bis 1995 führten ihn Studien nach Bayern (mit Kontakt zu den Universitäten in München und Passau) und an das Landesmuseum Zürich.
Im Rahmen der Archäologischen Arbeitsgemeinschaft Ostbayern/West- und Südböhmen/Oberösterreich wirkte er maßgeblich an der grenzüberschreitenden Zusammenarbeit mit bayerischen und österreichischen Kollegen mit. Er war befreundet mit den Archäologen Helmut Bender, Jiří Fröhlich, Karl Schmotz, Ludwig Husty und Petr Zavřel.

## Veröffentlichungen (Auswahl)
- Pravěk Strakonicka. Přehled pravěkého osídlení okresu a výzkumy B. Dubského (Vorgeschichte von Strakonitz. Überblick über die prähistorische Besiedlung des Bezirks und Forschungen von Bedřich Dubský). Strakonice 1978
- mit Jiří Fröhlich: Archeologické nemovité památky v okrese Strakonice (Archäologische immobile Denkmäler im Bezirk Strakonitz), České Budějovice-Strakonice 1979
- West- und südböhmische Funde in Wien. Katalog- und Tafelband. In: Výzkumy v Čechách – Supplementum. Prag 1979
- Archeologické nemovité památky v okrese Prachatice (Archäologische immobile Denkmäler im Bezirk Prachatitz). Prachatice 1987
- Zur vor- und frühgeschichtlichen Besiedlung Südböhmens. In: Vorträge des 8. Niederbayerischen Archäologentags, hrsg. von Karl Schmotz, Deggendorf 1990, S. 29–86
- mit Natalie Venclová: Ein mediterraner Glasfund aus der späthallstattzeitlichen Siedlung bei Strakonitz in Südböhmen, In: Ostbairische Grenzmarken – Passauer Jahrbuch 34, 1992, S. 9–24
- Latènezeitliche Funde aus dem Stadtbereich von Passau (= Passauer Universitätsschriften zur Archäologie 1). Woiton-Verlag, Passau 1993
- Katalog der Fundstellen und Funde – Landkreis Freyung-Grafenau. In: Martin Ortmeier (Hrsg.): Steine und Scherben. Neue Funde im Landkreis Freyung-Grafenau. Landshut 1995, ISBN 3-9803407-7-5, S. 33–37.
- Pravěké a časně středověké osídlení Šumavy v okresech Český Krumlov a Prachatice (Prähistorische und frühmittelalterliche Besiedlung des Böhmerwalds in den Bezirken Krummau und Prachatitz). In: Martin Ortmeier (Hrsg.): Steine und Scherben. Neue Funde im Landkreis Freyung-Grafenau. Landshut 1995, ISBN 3-9803407-7-5, S. 40–46
- mit Petr Zavřel: Archeologické nemovité památky v okrese Český Krumlov (Archäologische immobile Denkmäler im Bezirk Krummau). České Budějovice – Český Krumlov 1996
- Die Sondagegrabungen in Modlešovice, In: Gerhardt Lehrberger et al. (Hrsg.): Das prähistorische Gold in Bayern, Böhmen und Mähren. Herkunft, Technologie, Funde. Band I (Textband). Památky archeologické, Supplementum 7. Prag 1997, S. 424–437
- mit Antonin Beneš und Petr Zavřel: Archeologické nemovité památky okresu České Budějovice (Archäologische immobile Denkmäler im Bezirk Budweis), Teil I (Soupis a sborník studií – Inventar und Sammlung von Studien), Teil II (Atlas). Prag 1999
- Archeologické nálezy ze střednich a severozápadnich Čech ve sbirce Naturhistorisches Museum ve Vidni – Archäologische Funde aus Mittel- und Nordwestböhmen in der Sammlung des Naturhistorischen Museums in Wien (= Příspěvky k pravěku a rané době dějinné severozápadních Čech 7), hrsg. vom Ústav archeologických památek severozápadních Čech (= Institut für archäologische Denkmäler Nordwestböhmens), 1999
- Památky Strakonicka ze země a ze vzduchu (Denkmäler von Strakonitz am Boden und aus der Luft). Prachatice 2003
- Vierpassspiral- und Vierpassplattenfibeln der Hallstattzeit in Südböhmen und einige weitere Beispiele aus Bayern, Mähren und Österreich. Zu den Anfängen der Zirkelornamentik. In: Ludwig Husty, Michael Rind, Karl Schmotz (Hrsg.): Zwischen Münchshöfen und Windberg. Gedenkschrift für Karl Böhm (=  Internationale Archäologie. Studia honoraria 29). Rahden/Westfalen 2009, S. 261–266